# Kirchen und Klöster in der Stadt Zürich im Mittelalter
| \| \| \| Kirchen und Klöster in Zürich auf dem Murerplan von Jos Murer von 1576 \| |                                           |
| 1 Predigerkloster (Dominikaner)                                                    | 6 Kloster Fraumünster (Benediktinerinnen) |
| 2 «Sammlung» der Heiligen Verena (Beginen)                                         | 7 Pfarrkirche St. Peter                   |
| 3 Barfüsserkloster (Franziskaner)                                                  | 8 Augustinerkloster                       |
| 4 Chorherrenstift Grossmünster                                                     | 9 Kloster Oetenbach (Dominikanerinnen)    |
| 5 Wasserkirche                                                                     |                                           |
|                                                                                    |                                           |
| Kirchen und Klöster in Zürich auf dem Murerplan von Jos Murer von 1576             |                                           |

Im Mittelalter gab es in der Stadt Zürich neun Kirchen und Klöster.

## Predigerkloster
Das Predigerkloster war ein Kloster der Dominikaner seit ca. 1230. Während der Reformation wurde das Kloster aufgehoben und die Gebäude dem Spital zum Heiligen Geist zugeteilt. Die Kirche, die im 14. Jahrhundert einen Chor im hochgotischen Stil erhalten hatte, wurde weiter zu Predigten genutzt. Teile des Gebäudes wurden aber auch als Weintrotte und Kornschütte zweckentfremdet. Seit 1614 war die Predigerkirche eine Pfarrkirche für die Wachten Neumarkt und Niederdorf sowie die Gemeinden Oberstrass, Unterstrass und Fluntern. Im Chor der Predigerkirche wurde 1873 die Universitäts- und Kantonsbibliothek eingerichtet. Die Gebäude des Klosters überdauerten bis 1887, als sie durch einen Brand vernichtet wurden. Die Kirche stand danach alleine und wurde 1898 bis 1900 mit einem Turm ergänzt. An der Stelle der Klostergebäude wurde zwischen 1915 und 1917 die heutige Zentralbibliothek erbaut und der Chor der Kirche zum Staatsarchiv umgebaut. Momentan ist im Chor die Musikabteilung der Zentralbibliothek Zürich untergebracht.

## St. Verena
Zum Konvent St. Verena gehörten mehrere Gebäude der «Sammlung» der Heiligen Verena in der heutigen Froschaugasse (die Hausnummer 4 war ursprünglich die mittelalterliche Synagoge gewesen). Im Jahr 1525 wurde es aufgehoben und 1551 an den Buchdrucker Christoph Froschauer verkauft. Das Gebäude trägt seither den Namen «Zur Froschau».

## Barfüsserkloster
Das Kloster beherbergte Mönche des Franziskanerordens und wurde vor 1247 gegründet. Während der Reformation wurde das Kloster 1524 aufgehoben. Die Gebäude wurden zu verschiedenen Zwecken umgenutzt und schliesslich zum Sitz des Hinteramts, der Zentralverwaltung der Einkünfte des ehemaligen Prediger- und Barfüsserklosters und des St. Martinsstifts (bis 1833). Da die Verwaltung von einem Obmann geleitet wurde, der seit 1557 seine Amtswohnung im ehemaligen Kloster hatte, werden die Gebäude seither Obmannamt genannt. In der Klosterkirche wurde 1833/34 ein Theater (Actientheater) eingebaut und der nordöstliche Flügel in ein kantonales Amtsgebäude umgebaut. Den nordwestlichen Flügel baute der Kanton für das Ober- und Kriminalgericht um, wobei der Kreuzgang teilweise zerstört wurde. Das Theater brannte 1890 aus. 1937 wurden die Gebäude renoviert. Der Kreuzgang ist heute der einzige teilweise im Original erhaltene in der Stadt Zürich. Im ehemaligen Obmannamt hat heute das Obergericht des Kantons Zürich seinen Sitz.

## Chorherrenstift Grossmünster
Das Grossmünster war eine Kirche mit weltlichem Augustiner-Chorherrenstift. Das Chorherrenstift wurde im 9. Jahrhundert gegründet und 1832 aufgehoben. Die Gebäude des Stifts wurden in eine Mädchenschule umgewandelt und 1849/50 abgebrochen. 1850–1853 wurde in neu-romanischem Stil ein neues Schulhaus errichtet, das eine Kopie des alten Kreuzganges enthält. In diesem Gebäude befindet sich heute die Theologische Fakultät der Universität Zürich. Die Kirche wurde mehrfach umgebaut, bewahrt aber bis heute im Grossen und Ganzen ihre romanische Gestalt aus dem 12. Jahrhundert. Bis zur Reformation beherbergte die Zwölfbotenkapelle innerhalb der Kirche die Reliquien der Patrone Felix und Regula. Die markanten Türme stammen aus dem 15. Jahrhundert und erhielten ihre heutigen neugotischen Spitzhauben zwischen 1783 und 1787. Seit der Reformation wurde das Grossmünster zu einer Pfarrkirche.

## Wasserkirche
Eine erste Kirche ist auf einer kleinen Insel in der Limmat urkundlich seit 1250 nachgewiesen. Die Ursprünge der Kirche sind unklar. Die Gruft der Kirche soll die Stelle des Martyriums der Stadtheiligen Felix und Regula gewesen sein. Die heute noch bestehende Kirche wurde zwischen 1479 und 1784 erbaut. Nach der Reformation diente die Kirche zuerst als Warenlager, dann wurden Zwischenböden in die Halle eingezogen und die Bürger-Bücherei zog ein. Durch Aufschüttungen wurde der Graben zwischen der Insel und dem Limmatufer nach und nach zum Verschwinden gebracht. Von 1925 bis 1928 wurde die Wasserkirche renoviert und die ursprüngliche Raumeinteilung wiederhergestellt. Direkt an die Wasserkirche angebaut ist das Helmhaus.

## Fraumünster
Das Fraumünster war ein Benediktinerinnenkloster, dessen Mitglieder sich aus dem hohen Adel rekrutierten. Das Kloster wurde im 9. Jahrhundert gegründet und von König Ludwig dem Deutschen mit umfangreichem Landbesitz ausgestattet. Das Kloster Fraumünster erhielt 853 die Immunität und seine Äbtissin stand im Rang einer Reichsfürstin. Während der Reformation wurde das Kloster 1524 aufgehoben. Die Klostergebäude beherbergten bis 1803 das Fraumünsteramt und seit 1715 einen Musiksaal. Im 19. Jahrhundert wurden die Gebäude in eine Schule umgewandelt und 1898 für den Bau des neuen Stadthauses der Stadt Zürich abgebrochen. Teile des romanischen Kreuzgangs wurden im Innenhof des Stadthauses wiederverwertet. Die Kirche stammt im Wesentlichen aus dem 13. Jahrhundert und war ursprünglich von zwei Türmen flankiert. Von 1728 bis 1732 wurde der Nordturm erhöht und erhielt seine heutige Gestalt. Der Südturm wurde teilweise abgebrochen und der Rest mit dem südlichen Querflügel unter ein Dach gebracht. Seit 1911 gehört die Kirche der Pfarrgemeinde Fraumünster.

## Pfarrkirche St. Peter
St. Peter war im Mittelalter die einzige Kirche in der Stadt Zürich, die nicht mit einem Stift verbunden war. Ihre Pfarrei umfasste die linksufrige Stadt und alles Gebiet zwischen Albis und Limmat von Leimbach bis Schlieren. Aus dem Turm der Kirche stammt die älteste erhaltene Glocke im Kanton Zürich von 1294. Die erste Uhr mit einem Stundenzeiger wurde 1366 eingebaut; 1538 wurde eine neue Uhr mit vier grossen Zifferblättern installiert. Bis heute soll die Turmuhr von St. Peter die grössten Zifferblätter Europas haben. 1705 wurde das Kirchenschiff neu erbaut. St. Peter gilt deshalb als der erste protestantische Kirchenbau der Schweiz. Beim Umbau wurden zahlreiche Grabsteine gefunden, so auch derjenige des Bürgermeisters Rudolf Brun. In der Vorhalle kann der Grabstein von Johann Caspar Lavater besichtigt werden.

## Augustinerkloster

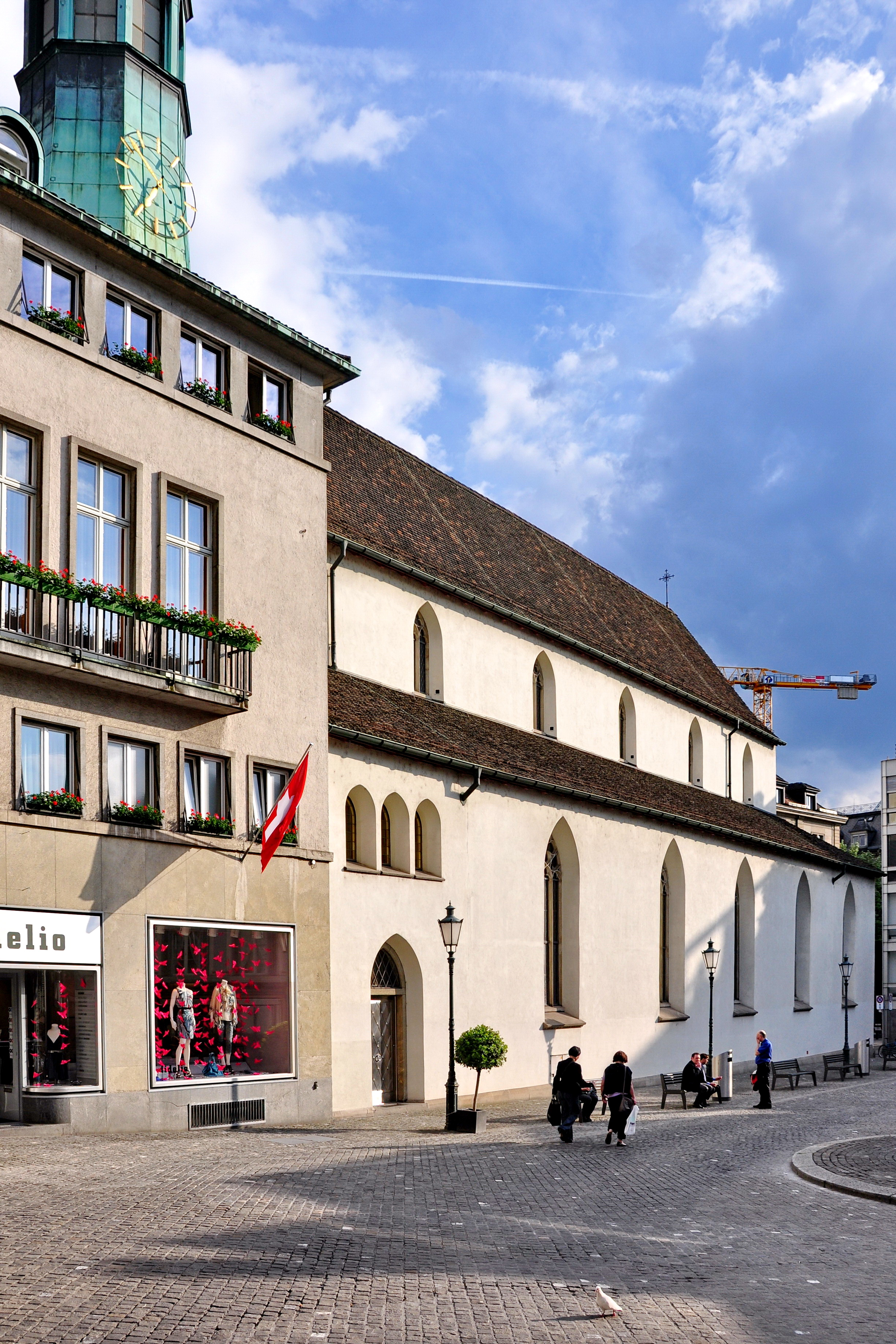
Münzplatz mit dem verbliebenen Kirchenbau des ehemaligen Augustinerklosters

Das Kloster der Augustiner-Eremiten wurde 1270 gegründet und 1524 während der Reformation aufgehoben. In der Klosterkirche wurde eine Trotte eingerichtet, 1525 zog das Ehegericht ein. 1537 wurden die Klostergebäude zum Sitz des Almosenamtes und des Rüti-Amtes, welches die Einkünfte des ehemaligen Klosters Rüti verwaltete. Im Chor der Klosterkirche richtete die Stadt 1596 ihre Münzstätte ein. Teile der Klostergebäude und der Kreuzgang wurden im 18. Jahrhundert abgebrochen. Im Schiff der ehemaligen Klosterkirche wurde 1842 die erste katholische Kirche nach der Reformation eingerichtet. Im Chor der Kirche richtete sich die Kantonsbibliothek ein (bis 1873). Die Kirche ging 1873 während des Kulturkampfes in den Besitz der Christkatholischen Kirche über. In den Klostergebäuden fanden verschiedene Institutionen Unterschlupf, bis 1832/37 die neu gegründete Universität Zürich dort einzog (bis 1864). Die Gebäude wichen später Neubauten. Die Augustinerkirche wurde 1936 und 1958/59 umgebaut und renoviert. Anstelle des Chors wurde 1936 das heutige Kirchgemeindehaus der Christkatholischen Kirche errichtet.

## Kloster Oetenbach
Das Kloster der Dominikanerinnen wurde um 1240/1260 im sumpfigen Gebiet 2 km vor der Stadt (heute Quartier Seefeld) gegründet. Seinen Namen hat es vom Oetenbach, dem heutigen Hornbach. 1251 wurde das Kloster innerhalb der Stadtmauern auf dem Sihlbühl neu gebaut und 1285 die Klosterkirche mit 3 Altären geweiht. In der Blütezeit besiedelten etwa 120 Schwestern das Kloster. Seit der ersten Hälfte des 14. Jahrhunderts bestand ein gut funktionierendes Skriptorium, wo Klosterfrauen Schreib- und Illuminierarbeiten gegen Bezahlung ausführten. Während der Reformation 1523 wurde das Kloster aufgehoben. In den Klostergebäuden wurde das Kornamt und das Vorderamt eingerichtet. Die Kirche blieb bis 1655 unbenutzt. In die Gebäudeteile rund um den Kreuzgang wurden 1637 bis 1700 ein Waisenhaus und eine Zuchtanstalt betrieben. Nach dem Neubau des Waisenhauses neben dem Kloster (heute Hauptwache der Stadtpolizei) diente das Kloster ausschliesslich als Kornamt, Zuchthaus und Polizeikaserne. Die Klostergebäude wurden im 19. Jahrhundert stark umgebaut und 1902/03 zusammen mit der Kirche abgerissen zum Bau der Amtshäuser, der Urania und der Uraniastrasse.

## Weitere Klosterbauten im direkten Umfeld der Stadt Zürich

### Kloster St. Martin
Das Kloster St. Martin (oft als Kloster auf dem Zürichberg bezeichnet) ist im Jahr 1127 als Niederlassung regulierter Augustiner-Chorherren im heutigen Quartier Fluntern entstanden.

### Kloster Selnau
Das Zisterzienserinnen Kloster Selnau, 1256 gegründet und wie St. Martin im Zuge der Reformation 1523/25 aufgelöst. Die Klosterbauten sind auf dem von Hans Leu d. Ä. geschaffenen Altarbild aus der «Zwölfbotenkapelle» des Grossmünsters unterhalb des Uetlibergs gut zu erkennen.